# Жигуленко Євгенія Андріївна
Євгенія Андріївна Жигуленко (нар. 1 грудня 1920 — пом. 2 березня 1994) — радянська військова летунка, учасниця Другої світової війни. Командир авіаційної ланки 46-го гвардійського нічного бомбардувального авіаційного полку, гвардії лейтенант. Герой Радянського Союзу (1945).

## Життєпис
Народилася 1 грудня 1920 року в місті Краснодарі (територія захоплена Московією) в родині робітника. Росіянка (напевне, що українка). Закінчила середню школу в місті Тихорецьку Краснодарського краю. Навчалась в Московському дирижаблебудівному інституті. Закінчила школу летунів при Московському аероклубі.
До лав РСЧА призвана за комсомольським набором Московським МВК у жовтні 1941 року. Закінчила курси штурманів при Енгельсській військовій авіаційній школі пілотів у 1942 році. Учасниця німецько-радянської війни з травня 1942 року. Воювала на Південному, Закавказькому, Північно-Кавказькому, 2-у Білоруському фронтах. З травня 1942 по червень 1943 року — начальник зв'язку ескадрильї, з червня 1943 року — старша летунка, згодом — командир авіаційної ланки 588-го (з лютого 1943 року — 46-го гвардійського) нічного бомбардувального авіаційного полку. Член ВКП(б) з 1942 року.
Всього за роки війни здійснила 968 вдалих нічних бойових вильоти на літакові По-2 з бойовим налетом 1255 годин.
Після закінчення війни продовжила військову службу в ЗС СРСР. У 1955 році закінчила Військово-політичну академію імені В. І. Леніна. Того ж року майор Є. А. Жигуленко вийшла у запас, згодом — у відставку.
У 1976 році закінчила режисерський факультет ВГІКу. Працювала на кіностудії імені Горького.
Жила в Москві, де й померла 2 березня 1994 року. Похована на Троєкурівському цвинтарі.

## Нагороди
Указом Президії Верховної Ради СРСР від 23 лютого 1945 року «за зразкове виконання бойових завдань командування на фронті боротьби з німецькими загарбниками та виявлені при цьому відвагу і героїзм», гвардії лейтенантові Жигуленко Євгенії Андріївні присвоєне звання Героя Радянського Союзу з врученням ордена Леніна і медалі «Золота Зірка» (№ 4854).
Також нагороджена двома орденами Червоного Прапора (19.10.1942, 15.06.1945), двома Вітчизняної війни 1-го ступеня (30.10.1943, 11.03.1985), двома Червоної Зірки (26.04.1944, …) і медалями.

## Фільмографія
- Режисер:
  - 1976 — Одна доба з тисячі ста (короткометражний);
  - 1981 — У небі «нічні відьми»;
  - 1984 — Без права на провал.
- Сценарист:
  - 1976 — Одна доба з тисячі ста (короткометражний).
- Актор:
  - 1984 — Без права на провал — Дарина[3].